# Sân bay Francisco de Orellana
Sân bay Francisco de Orellana (IATA: OCC, ICAO: SECO) là một sân bay ở El Coca, Ecuador. Sân bay Francisco de Orellana có 1 đường băng dài 2060 m bề mặt nhựa đường.

## Các hãng hàng không và các tuyến điểm
Hiện có các hãng hàng không sau đang hoạt động tại sân bay Francisco de Orellana:
- Icaro Air (Quito)
- TAME (Quito)
- VIP Ecuador (Quito)